# بجمان نوري
بجمان نوري (بالفارسية: پژمان نوری) (مواليد 13 يوليو 1980 في مقاطعة رضوان شهر، إيران) هو لاعب كرة قدم إيراني يلعب حاليًا في ملوان في خط الوسط.

## المسيرة الرياضية مع الأندية
ولد في مقاطعة رضوان شهر، غيلان وقضى معظم مسيرته الرياضية في ملوان ثم بكاه كيلان قبل انتقاله إلى برسبوليس.

### برسبوليس
كان موسم 2005-06 موسم بيجمان الأول في برسيبوليس والذي كان يدربه علي بروين. لقد لاحظه الكثير من المشجعين بسبب عمله الشاق خلال التسعين دقيقة بأكملها ومعظمه بسرعة كبيرة.
كان موسم 2006-07 صعبًا جدًا على نوري لأنه اضطر للعب في مركز الدفاع مع لاعب خط الوسط فرزاد أشوبي بسبب افتقار برسبوليس للمدافعين. أصبح أكثر وضوحا خلال هذا الموسم وأعطي لقب المصارع من قبل المشجعين وكتاب الرياضة الإيرانية.
خلال موسم 2007-08 فاز في النهاية بالدوري مع برسيبوليس خلال موسم تم سحبه مرة أخرى من وسط الملعب للعب كظهير أيسر ولكن في الأسابيع القليلة الماضية من الموسم تم إعادته إلى وسط الملعب وحتى سجل في المباراة الثانية ضد سايبا.
بدأ موسم 2008-09 بتسجيله الهدف الأول في الدوري على سايبا بتسديدة صاروخية من على بعد ثلاثين ياردة. بعد استقالة أفشين قطبي كمدرب لبرسبوليس تولى اللاعب السابق والمخضرم أفشين بيرواني تدريب الفريق لكنه لم يؤمن بقدرات نوري بقدر ما فعل قطبي. شعر نوري بخيبة أمل كبيرة لأنه لم يكن أساسيا في تشكيلة برسيبوليس وكاد يترك الفريق خلال فترة الانتقالات الشتوية لكنه قرر البقاء مع برسيبوليس ومحاولة عمل الأشياء مرة أخرى واثبات مستواه لدى بيرواني ليختاره في التشكيلة الأساسية وحتى عندما تولى البرتغالي نيلو فينغادا تدريب برسبوليس كان نوري لا يزال أحد اللاعبين في التشكيلة الأساسية في الدوري ودوري أبطال آسيا.

### العودة إلى ملوان
بعد ست سنوات عاد إلى ملوان وأصبح قائد للفريق. في أول مباراة في الدوري من موسم 2009-10 سجل هدف الفوز لملوان على مس كرمان في المباراة التي فاز بها ملوان 2-1.
المباراة الثالثة من موسم 2010-2011 ضد ميس كرمان كانت مباراة رائعة لنوري. بعد تمريرة جيدة من الجهة اليمنى أرسل الكرة عرضية وسجل مدافع ميس كرمان هدف عكسي وبعد إحراز ميس كرمان هدف ففي الدقائق الأخيرة من المباراة سجل هدف الفوز لملوان.
في موسم 2010-11 سجل نوري هدف الفوز لملوان ضد ناديه السابق بيرسبوليس سواء في ملعب أزادي وفي ملعب أنزالي. ظن البعض أنه لن يحتفل بعد تسجيله ولكن في برنامج نافاد ذكر أنه سيحتفل دائمًا عندما يسجل لحساب ملوان لأنه يدين بمسيرته الرياضية إلى ملوان.

### الإمارات
انتقل الإمارات الإماراتي على سبيل الإعارة في صيف عام 2011. لعب لأول مرة ضد دبي وسجل أول هدف له ضد الوصل.

### العدو الثانية إلى ملوان
بعد الكثير من النضال في موسم 2012-13 عاد نوري إلى ناديه المحبوب مرة أخرى. سجل هدفه الأول لهذا الموسم في الأسبوع الثاني في التعادل 2-2 مع صنعت نفط عبادان.

### الاستقلال
انضم نوري إلى استقلال طهران في يونيو 2013 بعقد لمدة عام واحد. لعب لأول مرة في الفوز 2-1 على غسترش فولاد.

## المسيرة الرياضية مع المنتخب
شارك نوري لأول مرة مع منتخب إيران في بطولة كأس إل جي التي أقيمت في طهران في أغسطس 2003 ليدخل كلاعب بديل في مباراة العراق. سجل في مباراته الدولية الثالثة لإيران في مرمى بيلاروسيا في مينسك. في أكتوبر 2006 استدعي مرة أخرى من أجل المشاركة في بطولة كأس إل جي التي أقيمت في الأردن بالإضافة إلى تصفيات كأس آسيا 2007 ضد تايبيه الصينية. خلال الفترة التي كان فيها علي دائي مدربا لمنتخب إيران استدعي نوري عدة مرات لكنه لم يلعب أبداً. بعد تعيين أفشين قطبي كمدرب لمنتخب إيران استدعي نوري مرة أخرى وأصبح لاعباً أساسياً خلال المباريات الثلاث الأخيرة من التأهل لكأس العالم لكرة القدم 2010 التي أثبتت مرة أخرى مدى إيمان قطبي بقدرات نوري. تحت إدارة كارلوس كيروش أصبح لاعب متعدد المراكز واستخدم بشكل متزايد في مركز الظهير الأيسر.

## إحصائيات
آخر تحديث 15 مايو 2015.
| أداء النادي              | أداء النادي              | أداء النادي              | الدوري    | الدوري  | الكأس           | الكأس           | القارة    | القارة  | المجموع   | المجموع |
| الموسم                   | النادي                   | الدوري                   | المباريات | الأهداف | المباريات       | الأهداف         | المباريات | الأهداف | المباريات | الأهداف |
| إيران                    | إيران                    | إيران                    | الدوري    | الدوري  | كأس حذفي        | كأس حذفي        | آسيا      | آسيا    | المجموع   | المجموع |
| ------------------------ | ------------------------ | ------------------------ | --------- | ------- | --------------- | --------------- | --------- | ------- | --------- | ------- |
| 2001–02                  | ملوان                    | دوري المحترفين           | 22        | 5       |                 |                 | –         | –       |           |         |
| 2002–03                  | ملوان                    | دوري المحترفين           | 25        | 1       |                 |                 | –         | –       |           |         |
| 2003–04                  | بكاه كيلان               | دوري المحترفين           | 21        | 8       |                 |                 | –         | –       |           |         |
| 2004–05                  | بكاه كيلان               | دوري المحترفين           | 21        | 0       |                 |                 | –         | –       |           |         |
| 2005–06                  | برسبوليس                 | دوري المحترفين           | 29        | 1       | 4               | 1               | –         | –       | 33        | 2       |
| 2006–07                  | برسبوليس                 | دوري المحترفين           | 28        | 2       | 3               | 0               | –         | –       | 31        | 2       |
| 2007–08                  | برسبوليس                 | دوري المحترفين           | 33        | 1       | 3               | 0               | –         | –       | 36        | 3       |
| 2008–09                  | برسبوليس                 | دوري المحترفين           | 31        | 3       | 3               | 0               | 6         | 0       | 40        | 3       |
| 2009–10                  | ملوان                    | دوري المحترفين           | 32        | 3       | 2               | 0               | –         | –       | 34        | 3       |
| 2010–11                  | ملوان                    | دوري المحترفين           | 32        | 5       | 6               | 1               | –         | –       | 38        | 6       |
| الإمارات العربية المتحدة | الإمارات العربية المتحدة | الإمارات العربية المتحدة | الدوري    | الدوري  | كأس رئيس الدولة | كأس رئيس الدولة | آسيا      | آسيا    | المجموع   | المجموع |
| 2011–12                  | الإمارات                 | دوري المحترفين           | 6         | 1       | 3               | 0               | –         | –       | 9         | 1       |
| إيران                    | إيران                    | إيران                    | الدوري    | الدوري  | كأس حذفي        | كأس حذفي        | آسيا      | آسيا    | المجموع   | المجموع |
| 2012–13                  | ملوان                    | دوري المحترفين           | 31        | 1       | 1               | 0               | –         | –       | 32        | 1       |
| 2013–14                  | استقلال طهران            | دوري المحترفين           | 29        | 0       | 4               | 0               | 9         | 0       | 42        | 0       |
| 2014–15                  | استقلال طهران            | دوري المحترفين           | 12        | 0       | 2               | 0               | –         | –       | 14        | 0       |
| 2014–15                  | ملوان                    | دوري المحترفين           | 15        | 3       | 0               | 0               | –         | –       | 15        | 3       |
| 2015–16                  | ملوان                    | دوري المحترفين           | 26        | 1       |                 | 0               | –         | –       |           | 1       |
| المجموع                  | إيران                    | إيران                    | 364       | 34      |                 |                 | 9         | 0       |           |         |
| المجموع                  | الإمارات العربية المتحدة | الإمارات العربية المتحدة | 6         | 1       | 3               | 0               | 0         | 0       | 9         | 1       |
| المجموع الكلي            | المجموع الكلي            | المجموع الكلي            | 370       | 35      |                 |                 | 9         | 0       |           |         |

- صناعة الأهداف

| الموسم | النادي        | الصناعة |
| ------ | ------------- | ------- |
| 06–07  | برسبوليس      | 2       |
| 07–08  | برسبوليس      | 3       |
| 08–09  | برسبوليس      | 1       |
| 09–10  | ملوان         | 6       |
| 10–11  | ملوان         | 3       |
| 12–13  | ملوان         | 4       |
| 13–14  | استقلال طهران | 1       |

### الأهداف الدولية
التسجيل والنتيجة لإيران أولا.
| # | التاريخ       | الملعب                           | الخصم   | التسجيل | النتيجة | المنافسة |
| - | ------------- | -------------------------------- | ------- | ------- | ------- | -------- |
| 1 | 20 أغسطس 2003 | ملعب دينامو، مينسك               | بيلاروس | 1–2     | 1–2     | ودية     |
| 2 | ديسمبر 2008   | مجمع السلطان قابوس الرياضي، مسقط | الصين   | 2–0     | 2–0     | ودية     |
| 3 | 5 أكتوبر 2011 | ملعب آزادي، طهران                | فلسطين  | 6–0     | 7–0     | ودية     |
| 4 | 2 مايو 2012   | ملعب الانقلاب، كرج               | موزمبيق | 3–0     | 3–0     | ودية     |

### أسلوب اللعب

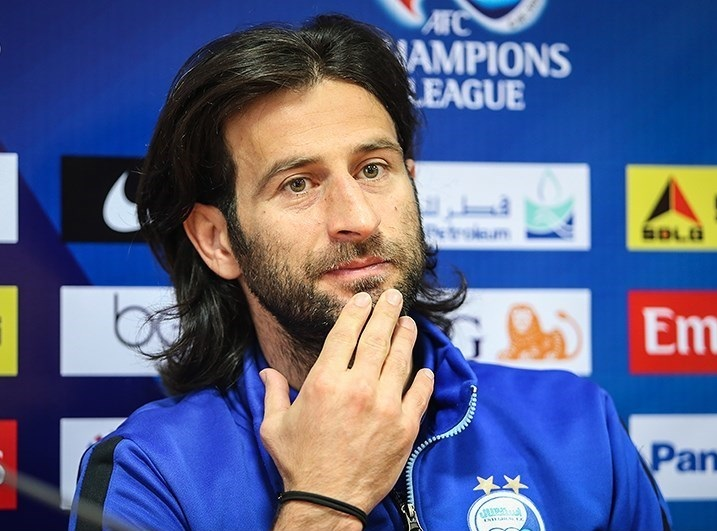
نوري في 2014.

يلعب كلاعب وسط محوري ولكن يمكنه أيضاً اللعب كلاعب وسط مدافع وحتى كظهير أيسر. نوري معروف بعمله الشاق والقدرة على التحمل والمراوغة. أيضا إذا وجد المساحة فإنه يسدد من بعيد. كما أنه يشكل تهديدا في ركلات حرة بقدمه اليسرى.

## الإنجازات

### الأندية
- برسبوليس
  - دوري المحترفين (1): 2007-08

### المنتخب
- منتخب إيران
  - الميدالية البرونزية في ألعاب التضامن الإسلامي (1): 2005